# Antarctique brésilien
 (mai 2024).
La mise en forme du texte ne suit pas les recommandations de Wikipédia : il faut le « wikifier ».
Les points d'amélioration suivants sont les cas les plus fréquents. Le détail des points à revoir est peut-être précisé sur la page de discussion.
- Les titres sont pré-formatés par le logiciel. Ils ne sont ni en capitales, ni en gras.
- Le texte ne doit pas être écrit en capitales (les noms de famille non plus), ni en gras, ni en italique, ni en « petit »…
- Le gras n'est utilisé que pour surligner le titre de l'article dans l'introduction, une seule fois.
- L'italique est rarement utilisé : mots en langue étrangère, titres d'œuvres, noms de bateaux, etc.
- Les citations ne sont pas en italique mais en corps de texte normal. Elles sont entourées par des guillemets français : « et ».
- Les listes à puces sont à éviter, des paragraphes rédigés étant largement préférés. Les tableaux sont à réserver à la présentation de données structurées (résultats, etc.).
- Les appels de note de bas de page (petits chiffres en exposant, introduits par l'outil «  Source ») sont à placer entre la fin de phrase et le point final[comme ça].
- Les liens internes (vers d'autres articles de Wikipédia) sont à choisir avec parcimonie. Créez des liens vers des articles approfondissant le sujet. Les termes génériques sans rapport avec le sujet sont à éviter, ainsi que les répétitions de liens vers un même terme.
- Les liens externes sont à placer uniquement dans une section « Liens externes », à la fin de l'article. Ces liens sont à choisir avec parcimonie suivant les règles définies. Si un lien sert de source à l'article, son insertion dans le texte est à faire par les notes de bas de page.
- La présentation des références doit suivre les conventions bibliographiques. Il est recommandé d'utiliser les modèles {{Ouvrage}}, {{Chapitre}}, {{Article}}, {{Lien web}} et/ou {{Bibliographie}}. Le mode d'édition visuel peut mettre en forme automatiquement les références.
- Insérer une infobox (cadre d'informations à droite) n'est pas obligatoire pour parachever la mise en page.

Pour une aide détaillée, merci de consulter Aide:Wikification.
Si vous pensez que ces points ont été résolus, vous pouvez retirer ce bandeau et améliorer la mise en forme d'un autre article.
L'Antarctique brésilien (portugais : Antártida Brasileira ou Antártica Brasileira ) est le territoire de l'Antarctique au sud de 60°S et de 28°W à 53°W, proposé comme « zone d'intérêt » par le géopolitique Therezinha de Castro,,. Bien que la substance de cette désignation n'ait jamais été définie avec précision, elle ne contredit pas formellement les revendications argentines et britanniques chevauchant géographiquement cette zone (la zone partage une frontière mais ne chevauche pas le territoire antarctique chilien à l'ouest). Le pays a formellement exprimé ses réserves quant à ses droits territoriaux en Antarctique lorsqu'il a adhéré au Traité sur l'Antarctique le 16 mai 1975, faisant la première mention officielle de la théorie des frontières, qui stipule (simplifiée) que la souveraineté sur chaque point de l'Antarctique appartient au premier pays dont on atteindrait le territoire non antarctique en voyageant vers le nord en ligne droite à partir dudit point. La théorie de la façade (Teoria da Defrontação) a été proposée par la géopolitique brésilienne Therezinha de Castro et publiée dans son livre Antártica : Teoria da Defrontação.
En dehors de la zone d'intérêt, le Brésil dispose d'un centre de recherche occupé de manière permanente, la base antarctique Comandante Ferraz (LOCODE ONU : AQ-CFZ), située dans la baie de l'Amirauté, sur l'île du Roi-George, près de la pointe de la péninsule Antarctique. Cette péninsule est la partie la plus septentrionale, la plus accessible et la plus chaude du continent, plusieurs pays y ont logiquement positionné leurs bases.

## Histoire

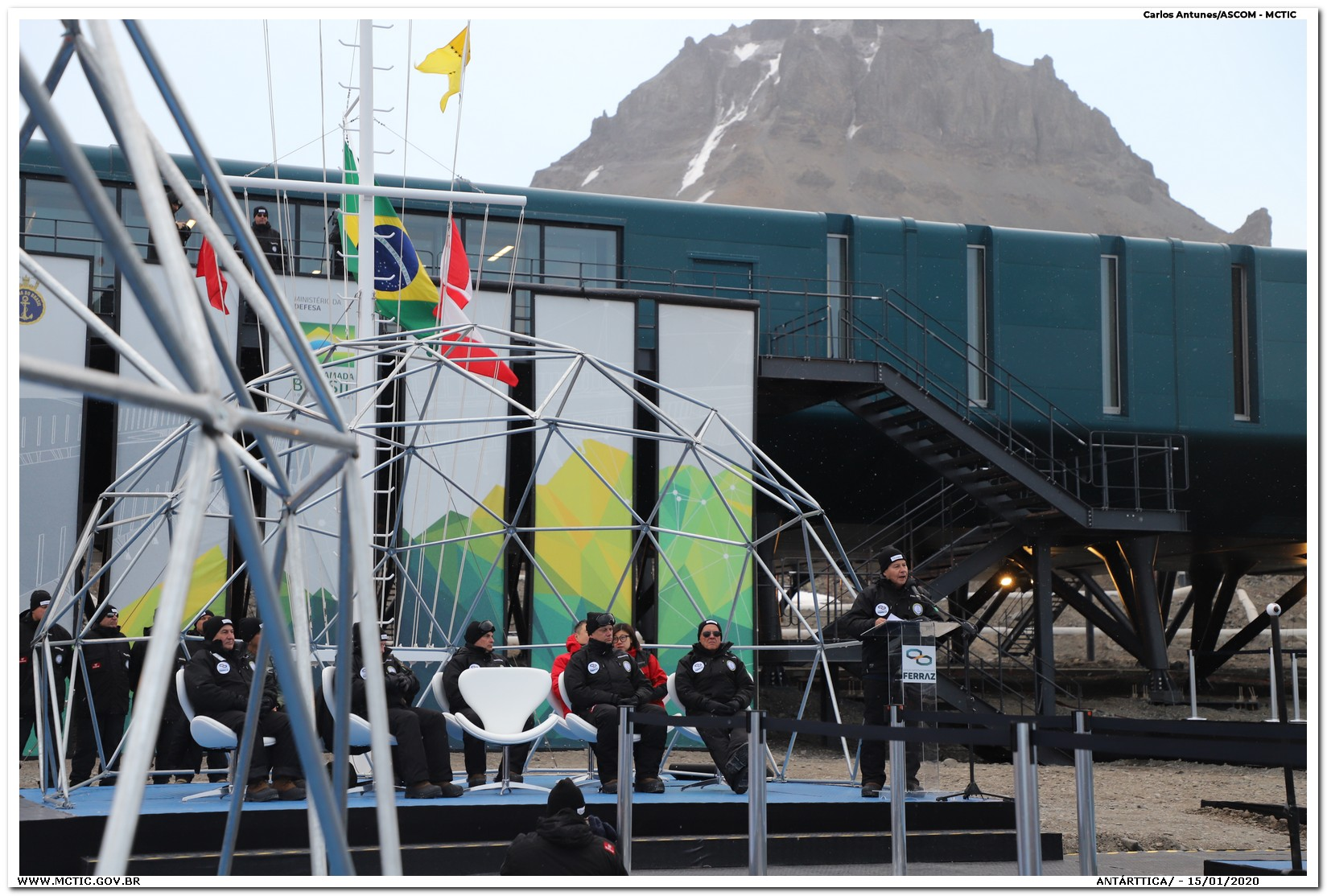
Inauguration des nouvelles installations de la Base Comandante Ferraz, 2020.

En 1982, le gouvernement brésilien a lancé sa première expédition en Antarctique et, un an plus tard, a construit sa première base, appelée « Comandante Ferraz », en hommage à un officier de marine décédé actif en Antarctique, qui est depuis active toute l'année. Malgré leur statut de nouveaux venus, les écrivains géopolitiques brésiliens ont eu une influence considérable sur la politique antarctique du pays (en particulier pendant la période de dictature militaire dirigée par une série de généraux/présidents non élus de 1964 à 1985), bien qu'il n'existe pas de conscience antarctique nationale brésilienne similaire à celle de l'Argentine.
En février 1991, le président Fernando Collor de Mello a réaffirmé l'intérêt du Brésil pour la région en visitant la base antarctique brésilienne, où il a passé trois jours. Il fut le premier président brésilien à mettre les pieds en Antarctique.
En janvier 2008, 13 membres du Congrès et membres de la commission parlementaire brésilienne sur l'Antarctique ont visité la base antarctique brésilienne. Une autre visite des membres du Congrès a eu lieu en janvier 2009.
Le 16 février 2008, le président Luiz Inácio Lula da Silva et une délégation de vingt-trois personnes, dont la Première dame Marisa Letícia, ont visité la base du pays en Antarctique. Le gouvernement brésilien a défini le voyage présidentiel comme un « geste politique » en faveur du travail réalisé par les scientifiques et les militaires brésiliens.
En 2009, le Brésil a réalisé sa première expédition scientifique nationale sur la calotte glaciaire de l'Antarctique,. L'expédition a intégré des études atmosphériques, glaciologiques, géologiques et géophysiques le long de la région de Patriot Hills ainsi que le long de la région du lac sous-glaciaire Ellsworth. Une deuxième expédition était prévue début novembre 2011 pour installer une station de surveillance (poste avancé) à 500 kilomètres du pôle Sud géographique et à 2 600 kilomètres de la base antarctique brésilienne Comandante Ferraz (EACF).
Au petit matin du 25 février 2012, avec 60 personnes à la base, un incendie s'est déclenché à cause d'une explosion inexpliquée sur la Praça das Máquinas, où se trouvent les générateurs électriques de la centrale. Comme ils étaient liés au reste des installations, l'incendie s'est propagé. Un maître d'équipage, Carlos Alberto Vieira Figueredo), et un premier sergent, Roberto Lopes dos Santos, ont trouvé la mort parce car ils ne pouvaient pas quitter les lieux et un sergent a été blessé mais a été emmené vivant au commissariat polonais où il a reçu les premiers soins et a ensuite été transféré à une base chilienne.
En 2020, le Brésil a ouvert un nouveau centre de recherche, 8 ans après qu'un incendie ait détruit le précédent.